# Percepção de profundidade

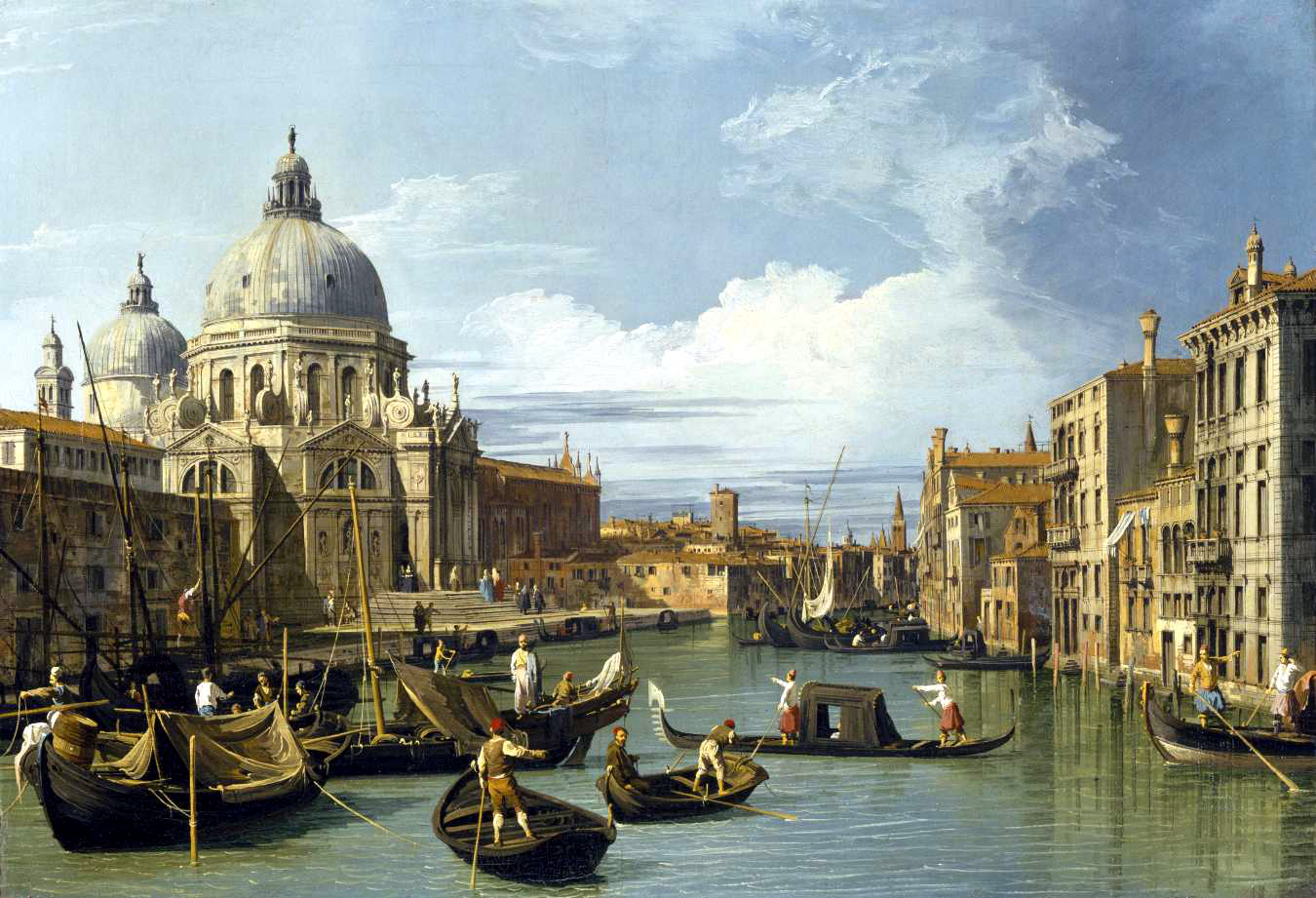
Paisagem de Canaletto.

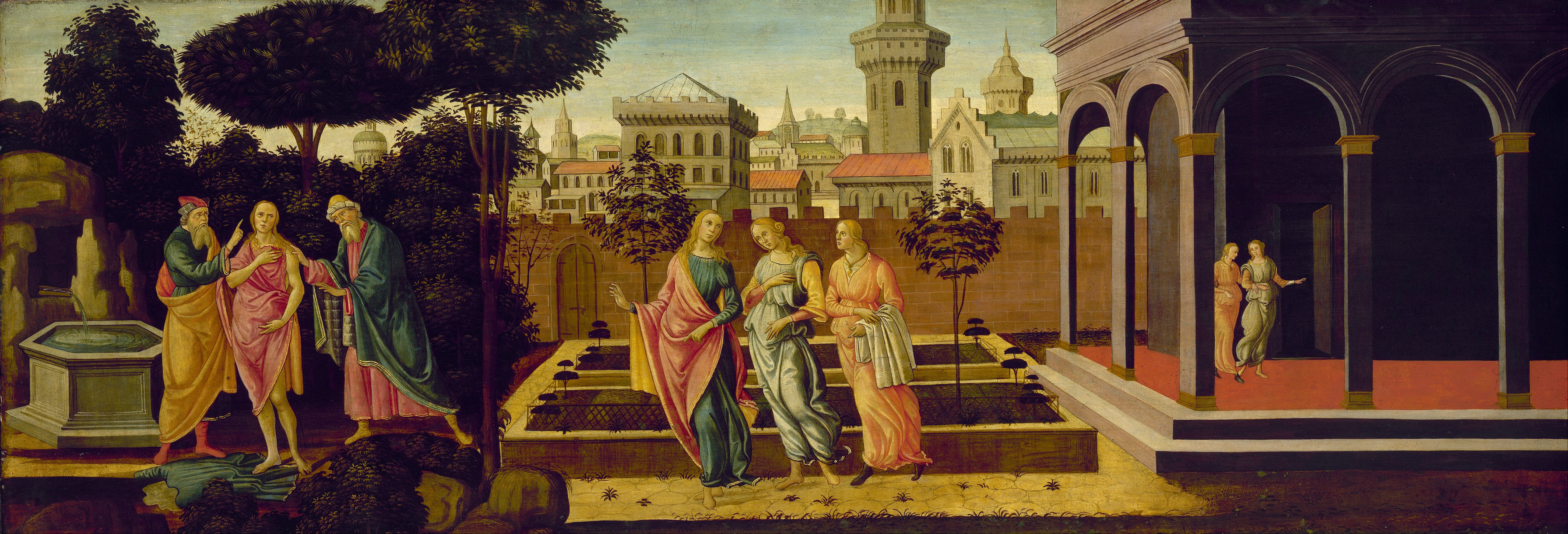
A pintura renascentista Susannah and the Elders reúne diferentes métodos de representação do espaço em um suporte bidimensional.

Percepção de profundidade é a capacidade visual de perceber o mundo em três dimensões ou de criar essa ilusão em um suporte pictórico. Para a visão, o conceito de profundidade se relaciona com o espaço tridimensional ou com a percepção em quatro dimensões. A percepção de profundidade permite estimar com maior precisão a distância até determinado objeto por meio de diferentes métodos.